# Heinrich Dressel

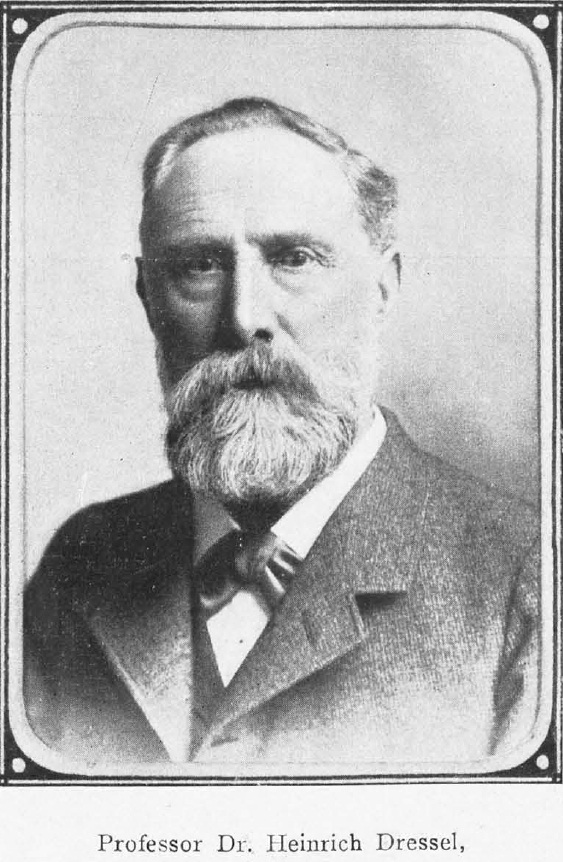
Heinrich Dressel, 1907.

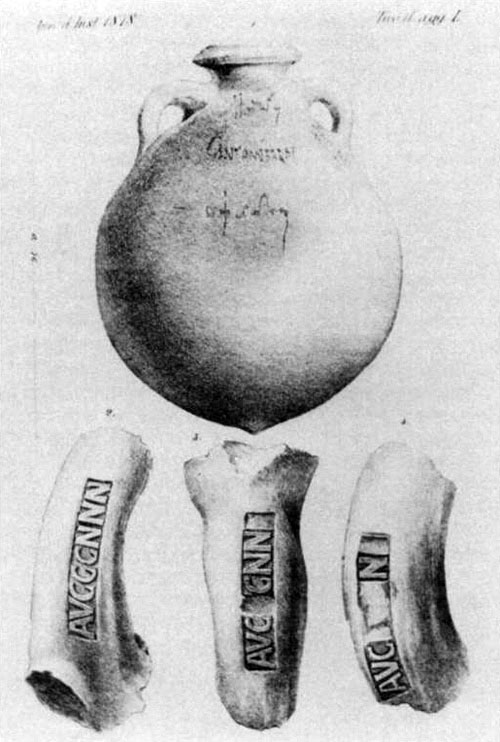
Amphore Dressel 20 mit Henkelstempeln und tituli picti vom Monte Testaccio.

Heinrich Dressel (* 16. Juni 1845 in Rom; † 17. Juli 1920 in Teisendorf) war ein deutscher Epigraphiker und Numismatiker.

## Werdegang
Heinrich Dressel war ein Sohn von Albert Dressel (1808–1875), Privatgelehrter in Rom und zeitweise Sekretär des preußischen Gesandten beim Vatikan Karl von Bunsen. Er war Schüler von Theodor Mommsen und zunächst überwiegend auf dem Gebiet der Epigraphik tätig. Seit 1874 war er Mitarbeiter Mommsens am Corpus Inscriptionum Latinarum. 1877 wurde er Mitglied des Archäologischen Instituts in Rom, ein Jahr später wurde er zum Professor ernannt. Seit 1885 arbeitete er am Münzkabinett Berlin, 1886 wurde er Direktorialassistent, von 1898 bis 1919 war er gemeinsam mit Julius Menadier dessen Direktor. Am 24. April 1902 wurde er Mitglied der Preußischen Akademie der Wissenschaften, von 1902 bis 1911 war er Leiter des Griechischen Münzwerks der Akademie.
Auf Heinrich Dressel und seine Arbeit für das Corpus Inscriptionum Latinarum geht die Benennung zahlreicher Amphorenformen der römischen Kaiserzeit zurück. Er bearbeitete die stadtrömischen Inschriften, darunter zahlreiche Kleininschriften auf amphorae vom Monte Testaccio.

## Veröffentlichungen (Auswahl)
- Corpus Inscriptionum Latinarum, vol. XV: Inscriptiones urbis Romae latinae. Instrumentum domesticum. Berlin 1899.